# Daniel Lovitz
Daniel Harry Lovitz (ur. 27 sierpnia 1991 w Wyndmoor) – amerykański piłkarz występujący na pozycji lewego obrońcy, reprezentant Stanów Zjednoczonych, od 2020 roku zawodnik Nashville SC.